# Liste der Einträge im National Register of Historic Places im Tuscaloosa County
Die Liste der Registered Historic Places im Tuscaloosa County führt alle Bauwerke und historischen Stätten im Tuscaloosa County in Alabama auf, die in das National Register of Historic Places aufgenommen wurden.

## Aktuelle Einträge
| Lfd. Nr. | Name                                         | Bild | Datum der Eintragung | Adresse/Lage                                                                           | Ort        | ID-Nr.   | Beschreibung                                              |
| -------- | -------------------------------------------- | ---- | -------------------- | -------------------------------------------------------------------------------------- | ---------- | -------- | --------------------------------------------------------- |
| 1        | Alabama Insane Hospital                      |      | 18. Apr. 1977        | University Blvd.                                                                       | Tuscaloosa | 77000216 |                                                           |
| 2        | Audubon Place Historic District              |      | 11. Juli 1985        | 1515-1707 (odd) University Blvd. & #8-37 Audubon Pl.                                   | Tuscaloosa | 85001517 |                                                           |
| 3        | Bama Theatre-City Hall Building              |      | 30. Aug. 1984        | 600 Greensboro Ave.                                                                    | Tuscaloosa | 84000746 |                                                           |
| 4        | Battle-Friedman House                        |      | 14. Jan. 1972        | 1010 Greensboro Ave.                                                                   | Tuscaloosa | 72000184 |                                                           |
| 5        | Byler Road                                   |      | 19. Nov. 1974        | 11 mi. N of Northport, off U.S. 43                                                     | Northport  | 74000438 |                                                           |
| 6        | Caplewood Drive Historic District            |      | 30. Mai 1985         | Roughly bounded by Caplewood Dr., and University Blvd.                                 | Tuscaloosa | 85001159 |                                                           |
| 7        | Carson Place                                 |      | 7. März 1985         | 610 - 36th Ave.                                                                        | Tuscaloosa | 85000448 |                                                           |
| 8        | City National Bank                           |      | 7. März 1985         | 2301 University Blvd.                                                                  | Tuscaloosa | 85000449 |                                                           |
| 9        | Collier-Overby House                         |      | 14. Juli 1971        | SE corner of 9th St. and 21st Ave.                                                     | Tuscaloosa | 71000107 |                                                           |
| 10       | Downtown Tuscaloosa Historic District        |      | 15. Mai 1986         | Roughly bounded by Fourth St., Twenty-second Ave., Seventh St., and Greensboro Ave.    | Tuscaloosa | 86001084 |                                                           |
| 11       | Dr. James T. Searcy House                    |      | 14. Sep. 1984        | 815 Greensboro Ave.                                                                    | Tuscaloosa | 84000748 |                                                           |
| 12       | Druid City Historic District                 |      | 24. Feb. 1975        | Roughly bounded by Queen City Pk., Sixteenth St., Fifteenth St., and Twenty-first Ave. | Tuscaloosa | 75000327 |                                                           |
| 13       | East Northport Historic District             |      | 26. März 2004        | Roughly bounded by 20th St., 8th Ave., Rice Mine Rd., Bridge Ave.                      | Northport  | 04000234 |                                                           |
| 14       | First African Baptist Church                 |      | 28. Sep. 1988        | 2621 9th St.                                                                           | Tuscaloosa | 88001580 |                                                           |
| 15       | Fitch House                                  |      | 22. Juli 1987        | 3404 Sixth St.                                                                         | Tuscaloosa | 87001027 |                                                           |
| 16       | Foster Auditorium, The University of Alabama |      | 5. Apr. 2005         | Sixth Avenue                                                                           | Tuscaloosa | 05000457 | Hat außerdem den Status eines National Historic Landmarks |
| 17       | Foster Home/Sylvan Plantation                |      | 7. März 1985         | Off US 11                                                                              | Tuscaloosa | 85000451 |                                                           |
| 18       | George A. Searcy House                       |      | 21. Apr. 1975        | 2606 8th St.                                                                           | Tuscaloosa | 75000328 |                                                           |
| 19       | Gorgas-Manly Historic District               |      | 14. Juli 1971        | On the University of Alabama campus                                                    | Tuscaloosa | 71000108 |                                                           |
| 20       | Guild-Verner House                           |      | 4. Dez. 1973         | 1904 University Ave.                                                                   | Tuscaloosa | 73000374 |                                                           |
| 21       | James Shirley House                          |      | 24. März 1972        | 512 Main Ave.                                                                          | Northport  | 72000183 |                                                           |
| 22       | Jemison-Vandegraaff House                    |      | 19. Apr. 1972        | 1305 Greensboro Ave.                                                                   | Tuscaloosa | 72000185 |                                                           |
| 23       | Margaret Quale Lustron House                 |      | 24. Feb. 2000        | 27 Parkview Dr.                                                                        | Tuscaloosa | 00000126 |                                                           |
| 24       | Murphy-Collins House                         |      | 28. Jan. 1993        | 2601 Paul Bryant Dr.                                                                   | Tuscaloosa | 92001824 |                                                           |
| 25       | Northport Historic District                  |      | 1. Mai 1980          | 25th, 26th, 28th and 30th Aves., Main, 5th, and 6th Sts.                               | Northport  | 80000736 |                                                           |
| 26       | Old Observatory                              |      | 14. Jan. 1972        | N of University Blvd., on University of Alabama campus                                 | University | 72000187 |                                                           |
| 27       | Old Tuscaloosa County Jail                   |      | 28. Nov. 1979        | 2803 6th St.                                                                           | Tuscaloosa | 79000404 |                                                           |
| 28       | Pinehurst Historic District                  |      | 5. Juni 1986         | 215 and 305 Seventeenth Ave., 1-28 Pinehurst Dr., and 6-9 N. Pinehurst Dr.             | Tuscaloosa | 86001229 |                                                           |
| 29       | President’s Mansion                          |      | 14. Jan. 1972        | University of Alabama campus                                                           | Tuscaloosa | 72000186 |                                                           |
| 30       | Queen City Pool and Pool House               |      | 10. Sep. 1992        | Jct. of Queen City Ave. and Riverside Dr.                                              | Tuscaloosa | 92001088 |                                                           |
| 31       | Robert Jemison Servants’ House               |      | 29. Nov. 1990        | 2303 13th St.                                                                          | Tuscaloosa | 90001808 |                                                           |
| 32       | Samuel Johnson House                         |      | 4. Okt. 2002         | Shelley Hughes Rd.                                                                     | Buhl       | 02001069 |                                                           |
| 33       | Tannehill Furnace                            |      | 24. Juli 1972        | 3 mi. E of U.S. 11                                                                     | Abernant   | 72000182 |                                                           |
| 34       | Wheeler House                                |      | 28. Apr. 1980        | 2703 7th St.                                                                           | Tuscaloosa | 80000737 |                                                           |
| 35       | Wilson-Clements House                        |      | 11. Apr. 1985        | 1802 20th Ave.                                                                         | Northport  | 85000737 |                                                           |